# Асиметрична спідниця
Асиметрична спідниця — це спідниця з асиметричним подолом. Композиція одягу, побудована на принципі асиметрії — випадок складніший і рідкісний. Асиметрія може вилитися в різних проявах. Особливу гостроту та оригінальність має одяг, асиметричний за формою і пошивом. Подібне рішення більш характерне для молодіжних комплектів, а також для вечірніх нарядів, в яких пріоритет віддається образності та оригінальності.

## Види пошиву асиметричних спідниць
- Спідниця з воланами

- Спідниця з асиметричним низом з шифону

- Асиметрична довга спідниця зі шлейфом

## Переваги моделі
Всупереч поширеним стереотипам, спідниця з асиметричним подолом може бути універсальною. Така модель підійде і на кожен день і для особливих випадків. Асиметричну спідницю

## Модні тренди 2023
Така модель є актуальною у сфері моди 2023-го року. Багатьом людям набрид класичний крій спідниць, і вони надають перевагу саме цій моделі.